# Botryche pâle
Botrychium pallidum
Espèce
Le Botryche pâle (Botrychium pallidum) est une espèce de plantes de la famille des Ophioglossaceae. Elle est endémique d'Amérique du Nord.